# Syndrome du rougissement asiatique
 Mise en garde médicale
Le syndrome du rougissement asiatique, couramment appelé Asian flush ou Asian glow, est un trouble qui provoque un développement de rougeurs de l'érythème du visage, de la nuque, des épaules, ou dans certains cas, du corps entier après avoir consommé de l'alcool. Cette réaction résulte de l'accumulation d'acétaldéhyde, un sous-produit de la dégradation enzymatique de l'alcool, dû à un manque en acétaldéhyde-déshydrogénase.
Ce syndrome est associé à un risque accru de cancer de l'œsophage chez les personnes qui boivent. Il est également associé à des taux d'alcoolisme inférieurs à la moyenne, probablement en raison de son association avec des effets indésirables après avoir bu de l'alcool.
Environ 36 % des Asiatiques de l'Est (en) (Chinois, Japonais, Taïwanais et Coréens) montrent des réponses physiologiques caractéristiques à l'alcool, telles que des bouffées vasomotrices, des nausées, des maux de tête et de la tachycardie.

## Signes et symptômes

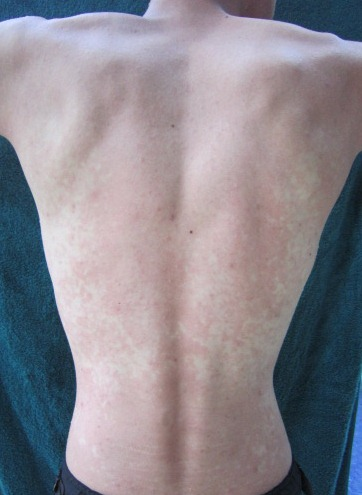
Dos d'un homme d'Extrême-Orient montrant une réaction de rougissement après ingestion d'alcool.

Les personnes connaissant une réaction de rougissement à l'alcool peuvent être moins sujettes à l'alcoolisme. Le disulfirame, une drogue parfois donnée comme traitement de l'alcoolisme, agit en inhibant l'acétaldéhyde-déshydrogénase, provoquant une augmentation de cinq à dix fois de la concentration d'acétaldéhyde dans le corps. La réaction de rougeurs irritantes qui en résulte a tendance à décourager les individus affectés de boire,.
Pour mesurer le niveau de réaction de rougissement à l'alcool, la méthode la plus précise consiste à déterminer le niveau d'acétaldéhyde dans la circulation sanguine. Cela peut être mesuré autant par un alcootest que par un test sanguin. De plus, en mesurant la quantité d'alcool métabolisant les enzymes, l'alcool-déshydrogénase et l'aldéhyde-déshydrogénase, par des tests génétiques, il est possible de prédire le niveau de réaction. Des mesures plus grossières peuvent être faites en quantifiant la somme et l'étendue des rougeurs sur le visage d'un individu après avoir consommé de l'alcool. Des applications informatiques et téléphoniques peuvent être utilisées pour standardiser cette mesure.
D'autres effets comprennent des « nausées, des maux de tête et un inconfort physique général ».
De nombreux cas de réactions respiratoires induites par l'alcool (en), telles que la rhinite ou l'aggravation de l'asthme, se développe dans les 1 à 60 minutes après avoir bu de l'alcool et sont dus aux mêmes causes que celles des rougissements.

## Causes
Environ 80 % des Asiatiques de l'Est (moins commun en Asie du Sud-Est et dans le sous-continent indien) ont une variante du gène codant l'enzyme alcool-déshydrogénase appelée ADH1B (en), tandis que presque tous les Chinois, Japonais et Coréens ont une variante du gène appelé ADH1C (en), les deux entraînant une enzyme déshydrogénase d'alcool qui convertit l'alcool en acétaldéhyde toxique à un rendement beaucoup plus élevé que d'autres variantes de gènes (40 à 100 fois dans le cas du ADH1B).
Chez environ 50 % des Asiatiques de l'Est, l'accumulation accrue d'acétaldéhyde est aggravée par une autre variante du gène, l'allèle mitochondrial ALDH2, ce qui entraîne une moindre fonctionnalité de l'enzyme d'acétaldéhyde-déshydrogénase, responsable de la dégradation de l'acétaldéhyde. Le résultat est que les personnes touchées peuvent mieux métaboliser l'alcool, ne ressentant souvent pas le même désagrément à l'alcool que les autres, mais montrent beaucoup plus d'effets secondaires à base d'acétaldéhyde en buvant de l'alcool.

### Génétique

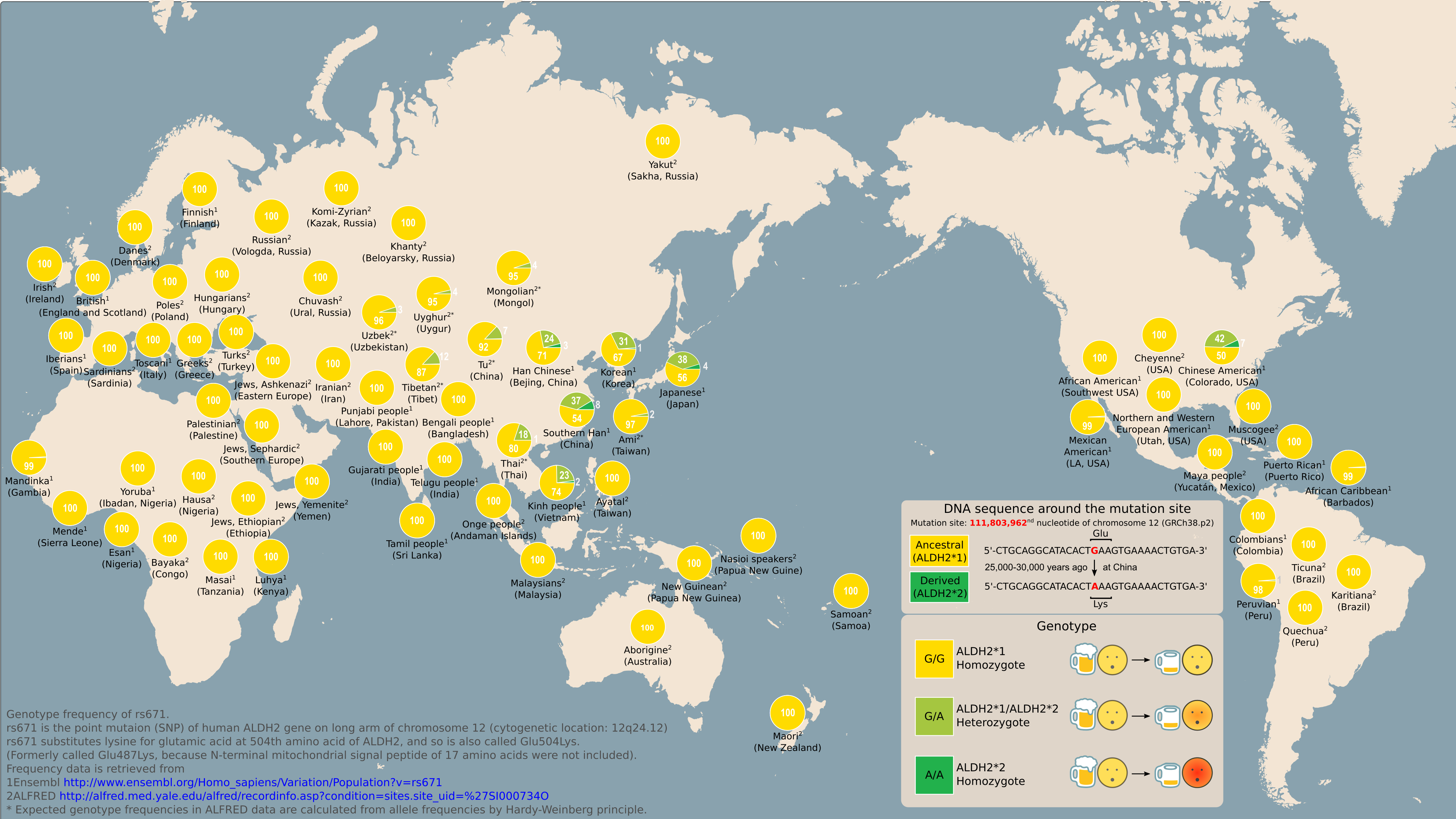
Distribution de fréquence du génotype ALDH2 (rs671).

La réaction de rougissement à l'alcool est surtout connue comme une maladie touchant les personnes d'origine est-asiatique. Selon l'analyse du projet HapMap, l'allèle rs671 du ALDH2 responsable du rougissement est rare chez les Européens et les Africains subsahariens. 30% à 50% des personnes d'ascendance chinoise, japonaise et coréenne ont au moins un allèle ALDH2. La forme rs671 de l'ALDH2, qui représente la plupart des cas de réaction de rougissement à l'alcool dans le monde entier, est originaire d'Asie de l'Est et est la plus commune dans le sud-est de la Chine. Elle est probablement originaire des Chinois Hans de Chine centrale. Une autre analyse corrèle l'augmentation et la propagation de la culture du riz dans le sud de la Chine avec la propagation de l'allèle. Les raisons de cette sélection positive ne sont pas connues, mais il a été émis l'hypothèse que des concentrations élevées d'acétaldéhyde pourraient avoir conféré une protection contre certaines infections parasitaires, telles que l'Entamoeba histolytica.

## Physiopathologie
Les personnes ayant des rougissements due à un déficit en ALDH2 peuvent être homozygotes, avec deux allèles de faible activité, ou hétérozygotes, avec un allèle de faible activité et un allèle normal. Les homozygotes ressentent si désagréablement la consommation de grandes quantités d'alcool qu'ils sont généralement protégés contre le cancer de l'œsophage, mais les hétérozygotes peuvent continuer à boire sans ressentir ce désagrément. Cependant, un buveur déficient en ALDH2 qui boit deux bières par jour a six à dix fois de plus de risque de développer un cancer de l'œsophage qu'un buveur non déficient,.
L'idée que l'acétaldéhyde est la cause des rougissements est également démontrée par l'utilisation clinique du disulfirame qui bloque l'élimination de l'acétaldéhyde du corps par inhibition de l'ALDH. Les concentrations élevées d'acétaldéhyde décrites partagent la similitude avec les symptômes de rougissements (rougeur de la peau, accélération du rythme cardiaque, essoufflement, céphalée lancinante, confusion mentale et vision floue).

## Prévention
Il n’existe pas de traitement à l’heure actuelle contre le syndrome du rougissement asiatique et les gestes préventifs ne pourront qu’en réduire les symptômes. Ces gestes sont :
- De boire son verre très lentement.
- Avoir le ventre plein, ou manger en même temps.
- Consommer des boissons vitaminées, comme le Pepcid[1].

Un complément alimentaire spécifique peut également réduire l'acétaldéhyde chez ceux qui ont l'enzyme ALDH2 mutée.

## Syndromes concordants
- Des réactions respiratoires induites par l'alcool (en) telles que la rhinite ou l'aggravation de l'asthme apparaissent, dans de nombreux cas, en raison des actions directes de l'éthanol.
- La rosacée, connue aussi sous le nom de « couperose », est une affection chronique de la peau du visage dans laquelle les capillaires sont excessivement réactifs, entraînant des rougeurs dues aux bouffées vasomotrices ou aux télangiectasies. La rosacée est attribuée à tort à l'alcoolisme en raison de son apparence similaire à la rougeur temporaire du visage qui accompagne souvent l'ingestion d'alcool.
- Le syndrome carcinoïde, épisodes de bouffées de chaleur graves provoqués par l'alcool, le stress et certains aliments, peut aussi être associé à une diarrhée intense, une respiration sifflante et une perte de poids.
- Le syndrome de l'oreille rouge[16], pensé par beaucoup d'être déclenché par l'alcool entre autres causes.